# オーバーハウゼン

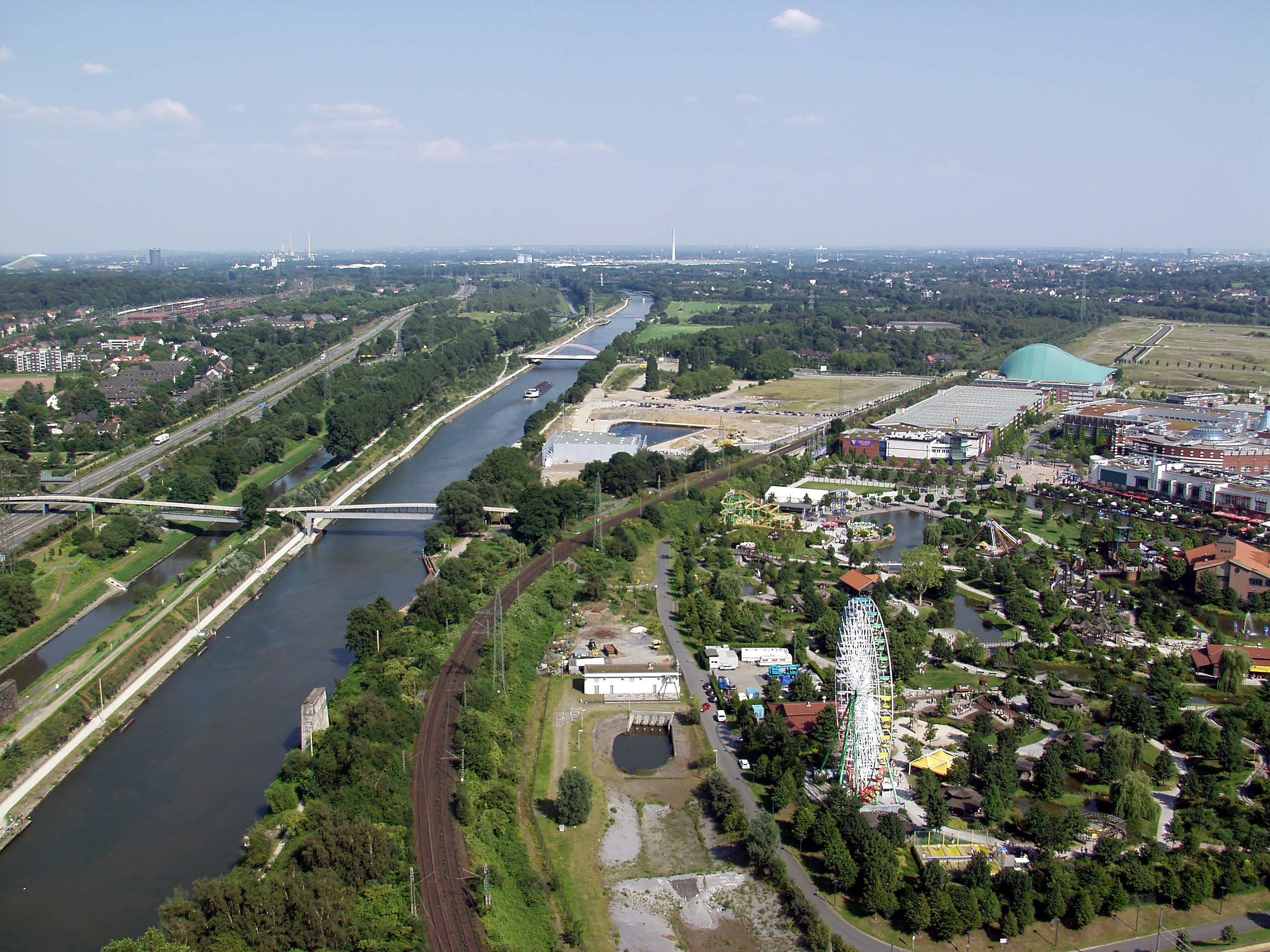
街を流れる運河と遊園地

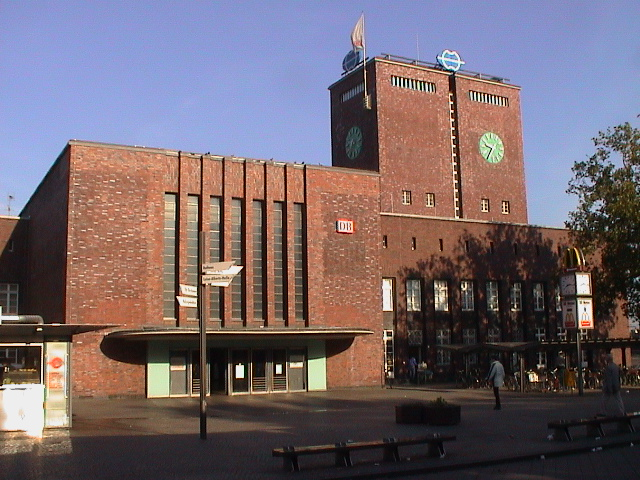
オーバーハウゼン駅

オーバーハウゼン (Oberhausen) はドイツ連邦共和国の都市。ノルトライン＝ヴェストファーレン州に属する。人口は約21万人。

## 地勢・産業
ルール地方に位置する工業都市。かつては製鉄業や、石炭の採掘で栄えたものの、産業構造の変化によってこれら重工業は衰退した。現在は、文化都市として新たな発展の方向を模索している。周囲は、南東はエッセン、南はミュールハイム・アン・デア・ルール、西はデュースブルクという、いずれも中規模以上の都市に接しており、ルール大都市圏の一角を占めている。

## 歴史
近代に入るまで、オーバーハウゼンは小さな集落に過ぎなかった。ここで重工業が発展するきっかけとなったのが、1758年に聖アントニー製鉄所（St.-Antony-Hütte）が建設されたことである。その後、周辺には複数の製鉄所が設置され、ラインラント地域の工業化においてひとつの核となった。さらに、同地域においては鉄道網などの整備が進み、1846年にオーバーハウゼン駅が設置され、石炭の採掘や製鉄業がさらに盛んとなり、急激に人口が増加した。1929年に周辺の地域と合併し、現在のオーバーハウゼンとなった。
オーバーハウゼンの製鉄業の中心を担ったのは、グーテホフヌングスヒュッテ（GHH）社であるが、この会社は、日本の近代製鉄業と深い関連を有す。1895年に日清戦争に勝利した当時の日本は、銑鉄は国内で一定の生産を行っていたものの、鋼はほとんどを輸入に頼っていた。そこで、日清戦争の賠償金で近代的な製鉄所を建設することとし、海外鉄鋼事情調査団を欧米に派遣し、各地の製鉄所を視察した。その結果、製鉄所の設計がGHH社に依頼されることが決定された。1897年には、10名の技術者がGHH社へ派遣され、2年間の実習を行っている。
こうして北九州に建設されたのが官営製鐵所で、後の八幡製鐵所（その後、合併により新日本製鐵八幡製鐵所となる）である。また、1912年にも、創業から10年を経た官営製鐵所の設備を大型化するための技術習得を目的に、15名がGHH社に派遣されている。
こうしてルール地方の製鉄業の一角を担ったGHH社は、第二次大戦後に複数の会社に分割されたが、その後も発展を続け、ドイツの戦後復興に貢献した。しかし、その後の産業構造変化によって競争力を失い、1990年前後に操業が停止されている。

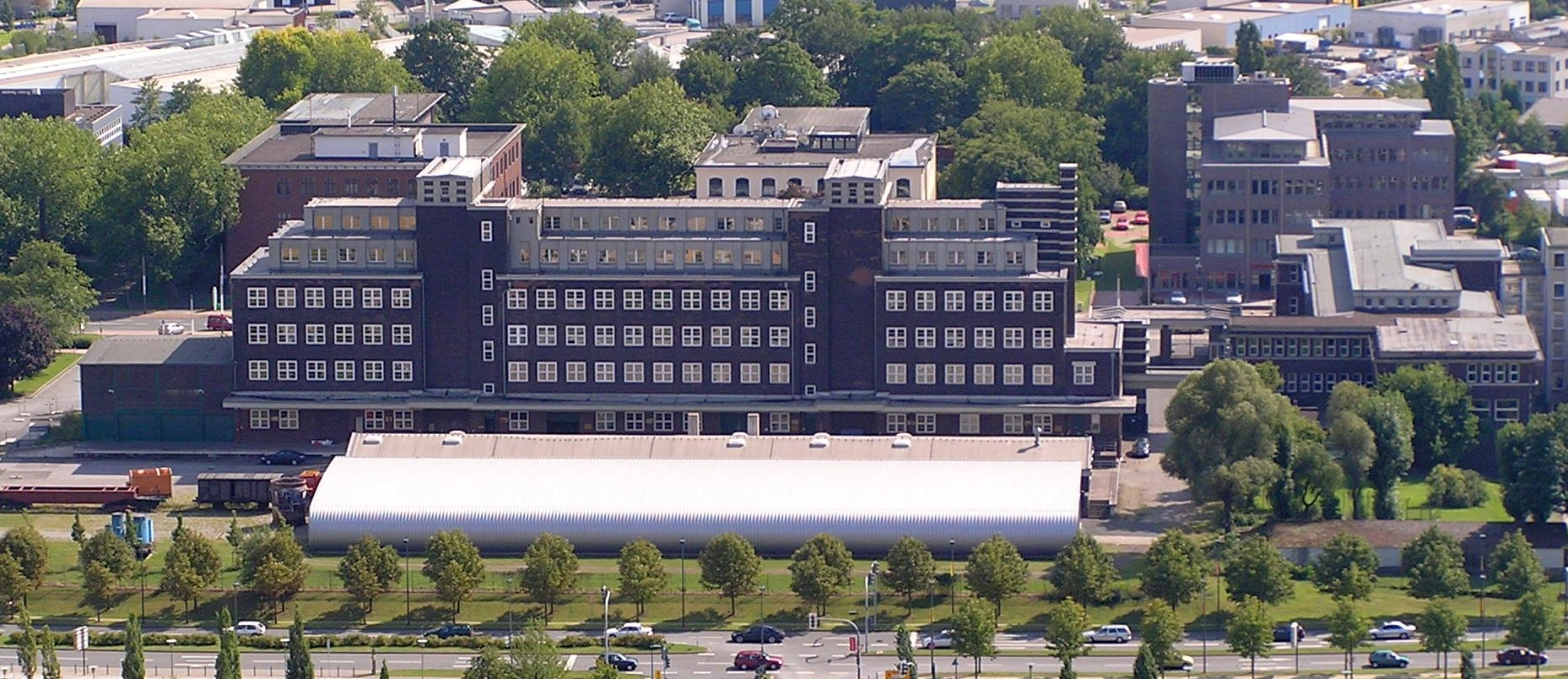
旧GHH社中央倉庫、Peter Behrens設計

現在、オーバーハウゼンは、大規模ショッピングセンター「ツェントロ」のある都市として知られている。ここはショッピングとレジャーを結合したドイツ初の施設で、新都心ノイエ・ミッテと位置づけられている。 このノイエ・ミッテは、かつてGHH社の溶鉱炉が3基立ち、官営製鐵所の技師らが熱心に製鉄技術を習得した場所である。ツェントロのそばに建ち、現在はライン工業博物館の資料館として使用されている6階建ての建物は、かつてのGHH社中央倉庫ビルである。この建物は、設計競技の結果、ペーター・ベーレンスに設計が依頼され、1921年から1925年にかけて建設されたもので、戦災による被害をほとんど受けていない。

## 文化
1954年から、毎年「オーバーハウゼン国際短編映画祭」が実施されている。1962年には、本映画祭に集った26名のドイツの若手映画作家たちが、当時の西ドイツの映画を批判し、「オーバーハウゼン・マニフェスト」を発表した。この動きは、ニュー・ジャーマン・シネマとも称される新たなドイツ映画の潮流を生み出すこととなった。

## スポーツ
ロートヴァイス・オーバーハウゼンがオーバーハウゼンを本拠地とするサッカークラブチーム。2005年、サッカー・ブンデスリーガ2部からレギオナルリーガ（3部）へ降格した。
ウエストサイド・エクストリーム・レスリングというドイツ随一の規模を有するプロレス団体が本部を置いている。

## 姉妹都市
- - ミドルズブラ、イギリス
- - ザポリージャ、ウクライナ
- - フライタール、ドイツ
- - イグレージアス、イタリア
- - カルボーニア、イタリア
- - メルスィン、トルコ